# Talca
Talca är en stad i centrala Chile och är huvudstad i regionen Maule. Den är även huvudort för en provins med samma namn som staden. Folkmängden uppgår till lite mer än 200 000 invånare, med förorter cirka 240 000 invånare.